# Попов, Пётр Харитонович
Пётр Харито́нович Попо́в (22 января 1867, Новочеркасск — 6 октября 1960, Нью-Йорк) — донской атаман, генерал от кавалерии, пожизненный походный атаман.

## Биография
Казак Новочеркасской станицы. Родился в семье войскового чиновника, основателя Донского музея и исследователя донских древностей Харитона Ивановича Попова.
Окончил 6 классов Новочеркасской классической гимназии по 2-му разряду.
В 1891 году окончил Новочеркасское казачье юнкерское училище, выпущен подхорунжим в 12-й Донской казачий полк. С 1892 года — хорунжий. Уволен на льготу. Со льготы командирован в 8-й Донской казачий полк. С 1897 года — сотник. В 1899 году окончил Николаевскую академию Генерального штаба. Капитан Генерального штаба. Адъютант штаба 1-й гренадерской дивизии.
С 1902 года — преподаватель тактики и администрации в Александровском пехотном училище. Цензовое командование эскадроном отбывал в 1-м гусарском Сумском полку. С 1904 года — подполковник, штаб-офицер для поручений при штабе Московского военного округа. С 1908 года — полковник. Цензовое командование полком отбывал в 1-м Донском казачьем полку. 10 января 1910 — январь 1918 — начальник Новочеркасского казачьего училища. Преподавал топографию и психологию. 6 апреля 1914 года произведен в генерал-майоры.
В июне 1917 года был избран представителем Мигулинской станицы на Первом Войсковом Круге Войска Донского. Был кандидатом на пост Донского атамана и первым кандидатом на должность начальника штаба при атамане Каледине, но отказался, оставшись в училище.
30 января 1918 — Вновь избранный Донской атаман генерал Назаров назначил генерала Попова походным атаманом для продолжения борьбы с большевиками.
1-10 февраля 1918 походный атаман Попов собрал воедино разрозненные партизанские отряды (юнкера Новочеркасского казачьего юнкерского училища, отряд полковника Мамантова, семилетовцы, яковлевцы и калмыки; остатки 2-го и 9-го кадровых полков — всего 1500 штыков и шашек при 10 орудиях и 28 пулеметах /по другим сведениям — при 5 орудиях с 500 снарядами и 40 пулеметах/).
12 февраля 1918 с приближением красных к Новочеркасску, походный атаман Попов выступил в Степной поход, стремясь сохранить кадры Донского войска.
13 февраля 1918 на совещании в станице Ольгинская Попов пытался убедить генерала Корнилова уйти с его отрядом за Дон, в Сальские степи, чтобы там дождаться общедонского восстания, но генерал Алексеев решительно воспротивился этому плану, и Добровольческая армия ушла в Ледяной поход на Кубань. Отряд же походного атамана двинулся к восточным донским зимовникам.
4 апреля 1918 отряд походного атамана перешёл обратно через Дон и двинулся на освобождение правобережных станиц и Новочеркасска.
15 апреля 1918 Попов провозглашён командующим Донской армией.
23 апреля 1918 занял Новочеркасск и после упорного боя удержал донскую столицу с помощью подошедшего отряда полковника М. Г. Дроздовского.
3 мая 1918 в связи с расформированием партизанских отрядов, Попов был оставлен при Донском атамане Краснове для поручений.
С 5 мая 1918 года генерал-лейтенант. Попову предложен был пост представителя Войска Донского в Константинополе.
6 мая 1918 — подал в отставку, которая была принята.
7 февраля — 19 октября 1919 — Председатель Донского правительства и министр иностранных дел при атамане А. П. Богаевском.
12 февраля 1919 — генерал от кавалерии. Пожизненный походный атаман.
В апрель 1919 — Председатель созданного Богаевским Союза степняков-партизан. Ноябрь 1919 — март 1920 — В распоряжении атамана Богаевского.
С 15 марта 1920 — представитель Донского атамана в Константинополе. Апрель 1920 — находился в резерве Донского корпуса в Русской армии генерала Врангеля. В эмиграцию убыл на теплоходе «Борис» из Новороссийска в Константинополь.

Могила Войскового атамана ВВД, г.ш. генерала от кавалерии Петра Харитоновича Попова. Кессвилл, Нью-Джерси,США

Создал в Габрово (Болгария) первую Донскую станицу за рубежом. В 1924 подал в отставку и переехал во Францию.
В 1924—1928 работал в ремонтной мастерской, неудачно пытался организовать казачий кооперативный гараж.
В 1928 уехал в США. Работал на ферме, потом поваром.
9 августа 1930 на сборе Лионской Общеказачьей станицы Г. Ленивов выступил с инициативой сбора документов и мемуаров о Партизанском Степном походе атамана Попова.
В 1934 Попов выставил свою кандидатуру на выборах Донского атамана, но не был избран.
В 1938 выбран Донским атаманом, но выбранный в 1934 году генерал граф Граббе опротестовал избрание Попова и продолжал считать Донским атаманом себя.
В 1938 переехал в Прагу.
В январе 1939 провёл переговоры с одним из лидеров Глинковой Словацкой Народной партии Каролем Сидором о совместной стратегии антикоммунистической борьбы.
В конце 1939 был арестован германскими властями за отказ участвовать в формировании казачьих частей в составе Германской армии, но вскоре выпущен с запрещением заниматься какой-либо общественной деятельностью.
После разгрома нацистов в июне 1946 года уехал в Америку, где дважды переизбирался Донским атаманом. Получил гражданство США. Неудачно пытался создать Зарубежное Донское правительство. Последние годы «...ему было предложено поселиться в русском доме Толстовской организации», но отказывается в пользу казаков не имеющих «права на американские старческие дома..., а сам поселяется в худших условиях...» Скончался от последствий инсульта 6 октября 1960 года в Нью-Йорке. Похоронен на Свято-Владимирском кладбище в городе Касвилл, штат Нью-Джерси.
По сведениям есаула Падалкина, причиной инсульта явилось сожжение администрацией дома престарелых двух рукописей атамана Попова. Из источников известно, что хранителем архива Петра Харитоновича был его племянник (участник Степного похода) — протоиерей Попов Пётр Александрович (1899, станица Кривянская — 1986, Фрихолд, Нью-Джерси), переехавший  в США из Франции в марте 1949 г.
Фактически наибольшая часть донских казаков в зарубежье считала своим атаманом (до кончины в 1960 году) походного атамана генерала П.X.Попова. В 1960 году Донской Войсковой совет провел ограниченные выборы, в результате которых атаманом уже официально стал И.А.Поляков.

## Сочинения
- Герои Дона (Новочеркасск, 1911).
- Донские Казаки и их заслуги перед отечеством (Новочеркасск, 1912).
- Степной поход Донских Казаков (Статья в альбоме ген. С.В.Денисова, «Белая Россия», Нью-Йорк, 1937).
- Борьба за свободу Дона (Рукопись, сожжённая администрацией дома престарелых в 1960 году).
- Дон в изгнании (Рукопись, сожжённая администрацией дома престарелых в 1960 году).